# 岡本文良
岡本 文良（おかもと ぶんりょう、1930年9月12日- ）は、日本の児童文学作家、ノンフィクション作家、翻訳家。

## 人物・来歴
茨城県生まれ。本名の読みは「ふみよし」。東京大学文学部卒。学研編集部勤務。書籍の編集にたずさわったのち、作家生活に入る。1971年より、児童文学、児童向けノンフィクション、海外作品の翻訳などを行う。

## 著書
- 『アマミノクロウサギ』（市川禎男等絵、学習研究社、動物の記録） 1971
- 『空と海をはしれ』（依光隆絵、ポプラ社） 1971
- 『冠島のオオミズナギドリ ふしぎな鳥の世界をさぐる』（武部本一郎絵、小峰書店、少年少女ノンフィクション） 1972
- 『名犬あらしの一生』（古賀亜十夫絵、ポプラ社） 1972
- 『南島の黒い宝』（金沢佑光画、ポプラ社） 1972
- 『遠すぎた京への道 水戸のてんぐ党』（新井五郎え、さ・え・ら書房、日本史の目） 1974
- 『ライト兄弟』（古賀亜十夫絵、ポプラ社、子どもの伝記・カラー版） 1974
- 『青函トンネル』（荻山春雄え、ポプラ社、少年ブックス） 1975
- 『なにかがおこった日』（編著、斎藤としひろ絵、旺文社） 1975
- 『正樹のぼうけん旅行』（北島新平絵、あすなろ書房） 1976.2
- 『みちのくの聖僧』（金野新一画、ポプラ社） 1976.8
- 『ディズニー』（川本哲夫絵、主婦の友社、少年少女世界伝記全集） 1977
- 『如幻アショーカ』（スタジオVIC） 1977.9
- 『しょうぼうのはなし』（阿部肇絵、ポプラ社、ちしきの絵本） 1978.4
- 『新聞のはなし』（難波淳郎絵、ポプラ社、ちしきの絵本） 1978.4
- 『天気予報のはなし』（三国よしお絵、ポプラ社、ちしきの絵本） 1978.4
- 『シャカと天女と神の国』（小沢重行画、あかね書房、あかね紀行文学） 1978.9
- 『ころんでも夢は大きく 写真家・下岡蓮杖と日本の夜明け』（小沢重行絵、あすなろ書房） 1979.12
- 『どんぐりの子らのうた』（小沢重行絵、PHP研究所） 1980.10
- 『ばらの心は海をわたった ハンセン病との長いたたかい』（高田三郎絵、PHP研究所、PHPこころのノンフィクション） 1980.12
- 『秋子のゆくところ』（こさかしげる絵、あすなろ書房） 1980.12
- 『なるほどねイソップさん どれい男の知恵と一生』（古賀亜十夫絵、PHP研究所） 1980.7
- 『ことばの海へ雲にのって 大漢和辞典をつくった諸橋轍次と鈴木一平』（高田勲絵、PHP研究所、PHPこころのノンフィクション） 1982.11
- 『一休さん』（高田勲絵、さ・え・ら書房） 1982.2
- 『とら先生と海のにじ』（小泉澄夫絵、旺文社） 1982.2
- 『秋子の白い朝』（こさかしげる絵、あすなろ書房） 1983.1
- 『大黒屋光太夫 ロシア帰りの』（松本修一絵、さ・え・ら書房） 1983.4
- 『しげるの無人島』（水沢研絵、旺文社） 1983.5
- 『ミーコの母ちゃん日本一』（小泉澄夫絵、旺文社） 1984.5
- 『とりもどせぼくたちの海』（高田勲絵、PHP研究所、PHP愛と感動のノンフィクション） 1984.8
- 『しあわせまで三万キロ ドイツ兵の墓を守った高橋夫妻の真心』（高橋敏治, 春枝、鴇田幹絵. くもん出版、くもんのノンフィクション・愛のシリーズ） 1984.8
- 『ぼくが燃えてしまう』（山中冬児画、金の星社） 1984.9
- 『なぞの女王と少年のゆめ ヤマタイ国をさがした宮崎康平』（高田勲絵、佼成出版社、ノンフィクション・シリーズかがやく心） 1985.10
- 『植村直己 地球冒険62万キロ』（金の星社） 1985.8、のちフォア文庫
- 『ノーベル  ノーベル賞をつくったダイナマイトの発明者』（松田辰彦絵、学習研究社、学研アニメ伝記シリーズ） 1985.9
- 『ベーブ=ルース 世界一のホームラン王』（木村光雄絵、学習研究社、学研アニメ伝記シリーズ） 1985.9
- 『大きなかしの木物語 人びとの平和を願って歩む庭野日敬』（高田勲画、佼成出版社） 1986.10
- 『ユニとコスモの大ぼうけん』（水沢研絵、旺文社） 1986.10
- 『世界の歴史を変えたできごと』（旺文社） 1986.11
- 『日本の歴史を変えたできごと』（旺文社） 1986.11
- 『みどりのゆめ一すじの60年 世界のさばくと遠山正瑛』（高田勲絵、佼成出版社、ノンフィクション・シリーズかがやく心） 1987.5
- 『二つの国をつなぐ子ら いま、うけつがれる日本とブラジルの交流』（うちべけい絵、学習研究社、学研のノンフィクション） 1988.6
- 『ネパールに流れた美しい水 カメラマン・オギノ芳信とヒマラヤのこどもたち』（オギノ芳信写真、伊藤展安絵、PHP研究所、PHP愛と希望のノンフィクション） 1988.7
- 『多摩川とやさしい仲間たち』（高田勲絵、小峰書店） 1988.7
- 『ちいさないのちのおくりもの』（中野妙子絵、金の星社） 1989.12
- 『おきよのかんのんさま』（井上洋介え、佼成出版社、民話こころのふるさとシリーズ） 1989.4
- 『魔術師のくだものづくり ネパールの人と自然を愛し、果樹を育てる近藤亨』（高田勲絵、くもん出版、くもんのノンフィクション・愛のシリーズ） 1990.10
- 『雲のようなぼくの恋』（高田勲絵、国土社） 1990.2
- 『消えないまぼろし』（田代三善絵、旺文社） 1990.3
- 『野鳥と生きた80年 鳥類の研究と保護に生涯をささげた山階芳麿』（依光隆絵、PHP研究所、PHP愛と希望のノンフィクション） 1990.6
- 『松下幸之助 光と夢をもとめつづけた90年』（高田勲絵、PHP研究所、PHP愛と希望のノンフィクション） 1991.5
- 『江戸をいくアイデア・マン - 平賀源内』（金成泰三絵、岩崎書店、伝記・人間にまなぼう） 1992.4
- 『土俵の鬼たち 横綱若乃花から若・貴兄弟へ』（梶鮎太画、金の星社） 1992.7、フォア文庫同時発売
- 『時代をきめた114のできごと 歴史アルバム 2　平安・鎌倉時代 平安京・国風文化・藤原氏さかえる・源平壇ノ浦の戦い・鎌倉幕府の成立ほか』（編著、PHP研究所） 1993.10
- 『夜明けへの道』（こさかしげる画、金の星社） 1993.12
- 『歴史と文化をつたえる117の町 ふるさとアルバム 2　関東・東海歴史の町』（編著、PHP研究所） 1994.10
- 『松下幸之助 勇気のでることば』（高田勲絵、PHP研究所） 1994.12
- 『望洋 古岡秀人伝』（古岡秀人伝編集委員会編、学習研究社） 1994.4
- 『土のさむらい』（加藤英夫画、くもん出版） 1996.12
- 『「アホウドリ」と生きた12年 無人島と少年船乗りの物語』（高田勲絵、PHP研究所） 1998.12
- 『ベトナムの「子どもの家」：ストリートチルドレンと生きる日本人』（金の星社、ノンフィクション知られざる世界） 1998.12

## 翻訳・再話
- 『ロビンソン漂流記』（ダニエル・デフォー、岩井泰三絵、ポプラ社、カラー版・世界の名作） 1972
- 『だくあしの黒馬』 (アーネスト・シートン、高木厚画、ポプラ社、シートン動物ものがたり） 1973
- 『さるかにばなし』（猿山二郎, 槻間八郎画、ポプラ社、日本むかしばなし） 1974
- 『幼年版シートンどうぶつ記 2 灰色グマのワーブ』（あすなろ書房） 1980.1
- 『幼年版シートンどうぶつ記 4 スプリングフィールドのキツネ』（あすなろ書房） 1980.1
- 『幼年版シートンどうぶつ記 6 あばれウマのマスタング』（あすなろ書房） 1980.2
- 『幼年版シートンどうぶつ記 8 サンドヒルの雄ジカ』（あすなろ書房） 1980.4
- 『幼年版シートンどうぶつ記 10 ドン谷のエリマキライチョウ』（あすなろ書房） 1980.4